# 韩亨林
韩亨林（1953年1月—），男，陕西靖边人，中华人民共和国政治人物。延安大学中文系毕业。

## 生平
1974年9月加入中国共产党。1991年12月，进入中央纪委，后担任中央国家机关干部处处长、干部室副主任。2003年9月，任中央纪委第五纪检监察室主任。2008年8月，任中央纪委驻司法部纪检组组长。2016年1月，不再担任中央纪委驻司法部纪检组组长。